# Новоалександровка (Братский район)
Новоалександровка (укр. Новоолександрівка) — село в Братском районе Николаевской области Украины.
Основано в 1871 году. Население по переписи 2001 года составляло 617 человек. Почтовый индекс — 55480. Телефонный код — 5131. Занимает площадь 2,172 км².

## Местный совет
55480, Николаевская обл., Братский р-н, с. Новоалександровка, ул. Ватутина, 5